# Macina
Macina is een gemeente (commune) in de regio Ségou in Mali. De gemeente telt 36.300 inwoners (2009).
De gemeente bestaat uit de volgende plaatsen:
- Djoumédiéla
- Founou
- Guéda
- Guèna
- Kama
- Kara
- Ké-Bozo
- Kokonkourou
- Komara
- Kondona
- Konona
- Kouan Diosso
- Macina
- Mérou
- Sampana
- Selèye
- Siami
- Soumouni
- Tiélan
- Tinéma
- Touara